# カナダ文学
カナダ文学（カナダぶんがく、英語: Canadian literature、フランス語:Littérature canadienne）とは、カナダで執筆、出版されている文学である。

## 歴史
カナダの文学の誕生は他の英語圏と比べて遅く、19世紀になって本格的に始まった。トーマス・チャンドラー・ハリバートンがThe Clickmaker; or the Saying and Doings of Sam Slick of Slickvilleを1837年に発表し、アイルランド出身の女性詩人w:Isabella Valancy Crawfordも同時期に作品を作った。アーチボルド・ランプマンはAmong the Milletを1888年に、Lyrics of Earthを1896年に発表、スザンナ・ムーディはRoughing it in the Bush; or Life in Canadaを1852年に、Life in the Clearing versusu the Bushをその翌年に発表した。
20世紀になると、L・M・モンゴメリが『赤毛のアン』シリーズを発表し始め、現在でも代表的カナダ文学として認識されている。フランス語圏の作家としては、ガブリエル・ロワや短編作家 Nicolas Dickner、ハイチ出身の Marie-Célie Agnant、 Jean-Paul Desbiensらが居る。
『侍女の物語』で有名なマーガレット・アトウッド、ヤン・マーテルといったブッカー賞受賞作家や、ハイチ生まれのメディシス賞受賞作家・アカデミー・フランセーズ会員のダニー・ラフェリエール、ジェフ・ライマンやロバート・J・ソウヤーといったSF作家も活躍している。また、2013年にカナダ人初のノーベル文学賞を受賞したアリス・マンロー、スリランカから移住したマイケル・オンダーチェ、詩人のアンネ・カールソンも注目されている。
日系カナダ人文学として、テリー・ワタダ、ロイ・ミキ、ジョイ・コガワ、ケリィ・サカモトらが居る。アキ・シマザキはフランス語で執筆している。
SF作家のウィリアム・ギブスンはアメリカ合衆国出身だが、徴兵を拒否しカナダに移住したため、「カナダの作家」として扱われることがある。